# اچ‌دی ۷۵۸۹۸
اچ‌دی ۷۵۸۹۸ یک ستاره است. این ستاره را می توانید در صورت فلکی سیاه‌گوش پیدا کنید. 